# 16 ноември
16 ноември е 320-ият ден в годината според григорианския календар (321-ви през високосна). Остават 45 дни до края на годината.

## Събития
- 1384 г. – Ядвига е коронована за кралица на Полша.
- 1491 г. – В Испания са осъдени от инквизицията на изгаряне на клада 5-а марани по случая със светото дете от Ла Гуардия.

- 1869 г. – Официално е открит Суецкият канал.
- 1885 г. – Обсадата на Видин по време на Сръбско-българската война завършва с успех за българите, които отбиват всички пристъпи на сръбската армия.
- 1893 г. – Основан е чешкият футболен тим Спарта в Прага.
- 1896 г. – Произведено е първото електричество от електроцентралата на Ниагарския водопад.
- 1907 г. – Оклахома става 46-ия щат на САЩ.
- 1909 г. – Създадена е първата авиокомпания в света DELAG във Франкфурт на Майн, Германия, с подкрепата на правителството.
- 1918 г. – Унгария е обявена за република.
- 1933 г. – СССР и САЩ установяват дипломатически отношения.
- 1938 г. – За първи път е синтезирано веществото ЛСД от швейцарския химик д-р Алберт Хофман.
- 1940 г. – Холокост: Хитлеристка Германия създава Варшавското гето в окупираната от нея Полша.
- 1945 г. – Учредена е световната организация за култура и образование ЮНЕСКО.
- 1945 г. – Официално е обявено откриването на новите тежки метали америций и кюрий.
- 1965 г. – Венера: СССР изстрелва космическия апарат Венера 3 към Венера.
- 1970 г. – В Сирия е извършен държавен преврат и начело на държавата застава Хафез ал-Асад.
- 1972 г. – Генералната конференция на ЮНЕСКО приема Конвенцията за опазване на световното културно и природно наследство за създаване на Програма за световното наследство.
- 1979 г. – Открита е първата линия на Букурещкото метро.
- 1988 г. – Беназир Бхуто е избрана за министър-председател на Пакистан, с което тя става и първата жена на такъв пост в ислямския свят.
- 1996 г. – Майка Тереза става почетен гражданин на САЩ.
- 1997 г. – Националният отбор по футбол на Чили отново се класира за Световно първенство след 16-годишно наказание от ФИФА.
- 1999 г. – В Хавана, Куба диктаторите Фидел Кастро и Уго Чавес откриват конен паметник на Симон Боливар.
- 2003 г. – В град Порто, Португалия е открит стадион Ещадио до Драгао, дом на ФК Порто.
- 2005 г. – След 31-годишно чакане Австралия се класира за Световно първенство след като побеждава Уругвай след изпълнение на дузпи.
- 2007 г. – В Антофагаста, Чили земетресение с магнитуд 7,7 по скалата на Рихтер убива 2 души и оставя 15 000 засегнати.
- 2010 г. – Фламенкото е обявено за Нематериално културно наследство.

## Родени
- 42 пр.н.е. – Тиберий, римски император († 37 г.)
- 1717 г. – Жан Лерон д'Аламбер, френски математик и философ († 1783 г.)
- 1762 г. – Карагеорги Петрович, сръбски революционер († 1817 г.)
- 1878 г. – Михайло Парашчук, украински скулптор († 1963 г.)
- 1881 г. – Хуго Майзъл, австрийски футболист († 1937 г.)
- 1892 г. – Тацио Нуволари, италиански автомобилен пилот († 1953 г.)
- 1894 г. – Рихард Куденхофе-Калерги, австрийски политик († 1972 г.)
- 1895 г. – Майкъл Арлън, британски писател († 1956 г.)
- 1900 г. – Евгений Босилков, български духовник, канонизиран за блажен († 1953 г.)
- 1908 г. – Вера Недкова, българска художничка († 1996 г.)
- 1918 г. – Тодор Шошев, български общественик († 1991 г.)
- 1922 г. – Жузе Сарамагу, португалски писател, Нобелов лауреат през 1998 г. († 2010 г.)
- 1930 г. – Чинуа Ачебе, нигерийски писател († 2013 г.)
- 1940 г. – Веселин Джигов, български народен певец от Родопската фолклорна област († 2002 г.)
- 1946 г. – Терънс Маккена, американски писател († 2000 г.)
- 1948 г. – Джими Йънг, американски боксьор († 2005 г.)
- 1951 г. – Калин Арсов, български актьор
- 1952 г. – Натанаил Неврокопски, български духовник и архиерей († 2013 г.)
- 1953 г. – Гликерия, гръцка певица
- 1955 г. – Ектор Купер, аржентински футболист и треньор
- 1958 г. – Марг Хелгенбъргър, американска актриса
- 1961 г. – Карен Дуве, немска писателка
- 1962 г. – Стевица Кузмановски, футболен треньор
- 1963 г. – Рене Щайнке, немски актьор
- 1966 г. – Кристиан Лоренц, немски музикант (Rammstein)
- 1968 г. – Йоргос Караиваз, гръцки разследващ журналист († 2021 г.)
- 1974 г. – Пол Скоулс, английски футболист
- 1977 г. – Маги Джиленхол, американска актриса
- 1977 г. – Максим Стависки, български спортист от руски произход
- 1977 г. – Маурисио Очман, мексикански актьор
- 1989 г. – Александър Башлиев, български футболист
- 1992 г. – Марсело Брозович, хърватски футболист
- 1995 г. – Андре-Франк Замбо Ангиса, камерунски футболист

## Починали
- 1093 г. – Света Маргарет Шотландска, шотландска кралица (* ок. 1045)
- 1272 г. – Хенри III, крал на Англия (* 1207 г.)
- 1797 г. – Фридрих Вилхелм II, крал на Прусия (* 1744 г.)
- 1831 г. – Карл фон Клаузевиц, пруски генерал и военен теоретик (* 1780 г.)
- 1877 г. – Александър Попов, руски историк (* 1821 г.)
- 1878 г. – Джура Якшич, сръбски поет (* 1832 г.)
- 1885 г. – Луи Риел, канадски политик и революционер (* 1844 г.)
- 1898 г. – Гаврил Кръстевич, български общественик (* 1817 г.)
- 1907 г. – Константин Величков, български политик (* 1855 г.)
- 1907 г. – Роберто I Бурбон-Пармски, херцог на Парма и Пиаченца (* 1848 г.)
- 1934 г. – Георги Тодоров, български офицер (* 1858 г.)
- 1960 г. – Кларк Гейбъл, американски актьор (* 1901 г.)
- 1973 г. – Алън Уотс, британски философ (* 1915 г.)
- 1996 г. – Васил Спасов, български футболист (* 1919 г.)
- 1997 г. – Жорж Марше, лидер на френските социалисти (* 1920 г.)
- 1999 г. – Даниъл Натанс, американски микробиолог, Нобелов лауреат през 1978 г. (* 1928 г.)
- 2005 г. – Доналд Уотсън, британски основател на веганството (* 1910 г.)
- 2006 г. – Милтън Фридман, американски икономист, Нобелов лауреат през 1976 г. (* 1912 г.)
- 2013 г. – Натанаил Неврокопски, български духовник и архиерей (* 1952 г.)

## Празници
- Православна църква – Свети Матей (един от 12-те апостоли)
- Световен ден на Географската информационна система
- ЮНЕСКО – Международен ден на толерантността (от 1996 г.)
- Великобритания и Ирландия – Ден на децата в нужда (по идеята на БиБиСи от 1985 г.
- Исландия – Ден на исландския език (празнува се в деня на раждането на исландския поет Йонас Халгримсон).)
- Холандски Антили – Празник на Америка